# Ceralocyna terminata
Ceralocyna terminata är en skalbaggsart som först beskrevs av Jean Baptiste Lucien Buquet 1854.  Ceralocyna terminata ingår i släktet Ceralocyna och familjen långhorningar. Inga underarter finns listade.